# Synodontis njassae
Espèce
Statut de conservation UICN

 LC  : Préoccupation mineure
Synodontis njassae est une espèce de poissons d'eau douce de la famille des Mochokidae (ordre  des Siluriformes).

## Répartition
Ce poisson est endémique du lac Malawi (Afrique de l'Est). Il est présent au Malawi, au Mozambique et en Tanzanie.

## Description
Synodontis njassae peut mesurer jusqu'à 192 mm de longueur totale. C'est une espèce ovipare. Ce poisson se cache dans les rochers pendant la journée et se déplace essentiellement la nuit. Il se nourrit d'insectes, de crustacés et d'autres invertébrés.

## Classification
Le nom valide complet (avec auteur) de ce taxon est Synodontis njassae Keilhack, 1908,.

### Étymologie
Son épithète spécifique, njassae, lui a été donnée en référence à sa localité type, le lac Malawi, anciennement appelé lac Nyassa.

### Publication originale
- (de) Ludwig Keilhack, « Bemerkungen zur Fishfauna des nördlichen Njassa-Gebietes: einige neue Arten aus den Gattungen Barbus und Synodontis und Beiträge zur Systematik der Gattung Clarias », Sitzungsberichte der Gesellschaft Naturforschender Freunde zu Berlin, vol. 1908, no 7,‎ 1908, p. 164–169 (ISSN 0037-5942, DOI 10.5962/BHL.PART.12853, lire en ligne).